# Litoria subglandulosa
Litoria subglandulosa е вид земноводно от семейство Дървесници (Hylidae). Видът е световно застрашен, със статут Уязвим.

## Разпространение
Разпространен е в Австралия.